# セイコー・スペクトラム
スペクトラム（SPECTRUM）は、SEIKOブランドの未来型腕時計。
全世界限定500個（日本国内では限定200個）で、2006年1月27日に発売された。価格は26万2500円。

## 概要
アメリカのE Ink Corporationによって開発された「電子インク・マイクロカプセル」という技術をもとに、SEIKOの子会社セイコーウオッチとセイコーエプソンが共同で開発した電子ペーパー「マイクロカプセル型電気泳動ディスプレイモジュール」を応用し世界で初めて商品化したもので、未来的で斬新なデザインと機能を実現した事で注目されている。

## 特徴
バングル（腕輪）の様な形状と、その曲面全体を使った大型の時刻表示による広い視野角が特徴で、グラフィックアートのような時刻表示は腕時計というよりファッションアイテムの印象を受ける。